# Bolečica
La Bolečica, en serbe cyrillique Болечица, est une rivière de Serbie. Elle a une longueur de 12 km. Elle est un affluent droit du Danube. Elle effectue la totalité de sa course dans les faubourgs de Belgrade. 

## Course
La Bolečica prend sa source au nord de la basse Šumadija, entre les monts Avala et Kosmaj, sur les pentes de la colline Begaljica. Elle coule d'abord en direction du nord le long des pentes du mont Avala, entre les municipalités de Grocka et de Voždovac ; elle se dirige vers Vrčin et Zuce, où elle reçoit sur sa droite les eaux du Vranovac. Elle entre dans la vallée du Bubanj Potok et longe à l'est la forêt de Stepin Lug. Elle oblique vers le nord-est, traverse la municipalité de Zvezdara (sur quelque 300 mètres) et reçoit les eaux du Bubanj Potok et de la Zavojnička reka. La Bolečica traverse ensuite Leštane, où elle reçoit sur sa gauche le Kaluđerički potok. Elle forme alors les limites entre les faubourgs de Leštane, Boleč, Ritopek et Vinča (où elle reçoit sur sa gauche les eaux du Makački potok. À Vinča, elle se jette dans le Danube, juste à l'est de Belo brdo, le site archéologique de la culture de Vinča.

## Caractéristiques
La Bolečica est canalisée sur la plus grande partie de son cours. À cet effet, la rivière a été déplacée vers l'ouest, si bien qu'elle est un peu en retrait de Boleč, ville qui lui devait son nom. 
La courte vallée de la Bolečica peut être divisée en deux parties : Vrčin-Bubanj Potok et Bubanj Potok-Leštane-Vinča ; elle sert de route à d'importantes voies de communication : 
- la ligne ferroviaire Belgrade-Požarevac ;
- le Kružni put, route principale située dans les faubourgs sud de Belgrade et qui commence à environ 30 km à l'ouest, à Ostružnica ;
- une partie du Smederevski put, la route principale qui relie Belgrade à Smederevo ;
- une partie de l'autoroute Belgrade-Niš, à Bubanj Potok.

Le nom de la rivière signifie "l'eau qui soulage les maladies". Elle est néanmoins aujourd'hui particulièrement polluée. Cette pollution vient du fait qu'elle reçoit les eaux usées de Vrčin et même de localités plus importantes et plus éloignées comme Kaluđerica.